# Domingo Urbón de Alcántara
Domingo Urbón de Alcántara o Domingo Hurbon de Alcantara (Guaza de Campos, Palencia, 4 de agosto de 1811-Palencia, 1851) fue un militar español y aventurero que llegó a estar también al servicio de algunos marajás indios en Lahore.

## Biografía
Hijo de Lorenzon Urbón y María Alcántara se enroló en el regimiento de Ingenieros de Valladolid y tomó en la I Guerra Carlista en las tropas liberales, participando en varias acciones. Estando en Puente la Reina (Navarra), el día 28 de septiembre de 1836 cruza el río Arga y se enrola en las tropas carlistas del general Basilio García que le destina a Salinas en Guipúzcoa marchando con su nuevo batallón a tomar parte en el sitio de Bilbao. En 1837 pasa a la división castellana del general Urbiztondo y toma parte en la batalla de Dos Hermanas contra el general Sarsfield tras la cual, el 16 de marzo de 1837, con toda su división participa en la batalla de Oriamendi siendo condecorado y ascendido. Es herido poco después en Huesca siendo condecorado por ello, y una vez recuperado, junto con su división, se unen a las tropas del general Cabrera en Aragón.
A primeros de 1838 es nombrado teniente tras su exitosa participación en el bloqueo de Morella, y de capitán ese mismo verano, también de manos del general Cabrera. En 1840, poco antes de exiliarse, es nombrado teniente coronel. Ese mismo año, salió de España como refugiado, siendo recluido en Francia. Pasó diversas vicisitudes en Suiza, Italia, Grecia, Turquía, Persia, y Omán, siendo encarcelado en dos ocasiones, antes de llegar a la India, buscando un trabajo como militar.
Fue contratado en la corte Sij al servicio del Marajá Sher Singh. Tras el asesinato del Marajá y de la cúpula del poder en 1843, encabezó el asalto al castillo de Lahore, rescatando personalmente al príncipe Duleep Singh (el príncipe negro) de sus secuestradores, por lo que fue nombrado Primer General de zapadores del Reino de Lahore.
En la I Guerra anglo-sij participó activamente hasta la  derrota de Sobraon. El tratado de paz que convirtió el Punyab en un protectorado británico, exigía que se expulsara a los pocos europeos que permanecían en la corte, por lo que hubo de partir precipitadamente hacia España en 1846. 
Sus últimos años nuevamente en España fue repuesto como capitán del ejército, con residencia en Medina de Rioseco y Palencia, hasta su prematuro fallecimiento en 1851. 